# Galena, Maryland
Galena är en kommun (town) i Kent County i Maryland. Vid 2020 års folkräkning hade Galena 539 invånare.